# Goddess of Pop: The Remix
Goddess of Pop: The Remix es el segundo álbum remix de la cantante estadounidense Cher, lanzado el 2 de diciembre de 2010 por Warner Bros. Records.

## Lanzamientos
| Región | Fecha                  | Formato          | Sello        |
| ------ | ---------------------- | ---------------- | ------------ |
| Brasil | 2 de diciembre de 2010 | Descarga digital | Warner Bros. |